# 北条沙都子
北条 沙都子（ほうじょう さとこ）は、『ひぐらしのなく頃に』に登場する架空の人物である（声：かないみか / 演：小野恵令奈（映画版）、清司麗菜（テレビドラマ版））。

## 概要
祟殺し編のヒロインであり、アニメ第二期オリジナルエピソード厄醒し編の主人公（ただし、アニメ版では鬼隠し編から登場する5人の主要キャラで、唯一トップクレジットになったことがない）。

## 人物
6月24日生まれ。圭一の下級生の女の子。髪の色は金色であるが他のキャラ同様アニメ的な配色の結果であり、金髪というわけではない、ショートカットでカチューシャをつけている。
運動神経が大変良く、兄の悟史がやっていた野球は大得意。家事はどちらかといえば苦手で、特に料理の腕はブロッコリーとカリフラワーの区別が付かないほど（それでも悟史よりはマシで、目下修行中）。得意料理は野菜炒め（圭一にも好評であった）。ちなみに嫌いな野菜はカボチャを始めとしてかなり多い。食べ物の好き嫌いは多いが、他部活メンバーの話などでは身体的発育は同年代の女の子と比べてもかなり進んでいる模様で、『業』で登場した高校生の姿では梨花と比べると明らかに胸が大きく描かれている。
厄醒し編では、大災害を生き延びている。しかし、精神的ショックで廃人となってしまった。その後、レナの帽子で意識を取り戻し、大災害の真相に気付き大石たちに話そうとしたものの、その直後に急性心不全で死亡してしまう（盥回し編における魅音と同じ役回り）。
一人称は「私」（わたくし）。

### 性格
「〜ですわ」などといったお嬢様口調で話すが、その口調には間違いが多く、喋っている本人は上品なつもりでも周囲には挑発的に聞こえる。その口調や特技のせいで一見無茶苦茶な性格に見えるが、実際は仲間内で一番の常識人で周りの行動についていくことが出来ず、冷静にツッコミを入れることもある。笑い声は基本的に「をーっほっほっほ」と表記される。生意気盛りで、ことあるごとに圭一に対抗意識を燃やしてちょっかいを出すが、まだ幼いため逆に魅音や圭一にからかわれて泣いてしまうことも（ただし、大半がレナの「かぁいいモード」を発動させて成敗させるための嘘泣き）。しかし負けず嫌いな上に懲りないので、決してめげることはない。圭一にツンデレであると分類され、ツンとデレの段差がストーリーの前半、後半の落差が激しい本作品を象徴するヒロインとして「ミスひぐらし」の称号を与えられる。
なお、独特の口調やトラップを仕掛ける趣味は、誰かに構ってもらいたい気持ちと自立しようとする心の表れである。

### 家族構成
両親は3年前に共に他界しており、両親の死後は叔父夫婦に引き取られ、兄・悟史と共に生活していた。叔父夫婦と悟史がいなくなってからは、梨花と共に集会場の裏にある古手神社の倉庫兼住居で生活している。そのため、梨花と行動することが多い。悟史のことは「にーにー」と呼び、特に信頼していた。
父親（声：岩崎征実（アニメ）・宝亀克寿（祭）・ 鶴岡聡（ドラマCD））（実父ではない）は鉄平の兄であり彼をさらに強くした感じで、母親（声：かないみか（PS2））は沙都子を大人にした感じの女性だったとされる。苗字の北条は母親の最後の再婚相手の苗字であり、両親の離婚と再婚の繰り返しにより過去に畠、吉澤、松浦であった時がある。

### トラップマスター
相手の動きを予測して巧みにトラップを仕掛けるという、とんでもない趣味を持ち、その腕前に関しては、子どもの仕業とは到底思えないようなレベルに到達している。そのため、「トラップマスター」「トラップ魔人」「世界一のトラップ名人」などの名で呼ばれる。
その種類はイタズラから本格的なものまで様々で、到る所にトラップの散りばめられた裏山は彼女のテリトリーとなっており、圭一曰く「一個師団とも戦えるレベル」であり、実際に祭囃し編で鷹野の部下の山狗が痛い目にあい、「少女の姿をした悪魔」と恐れられた。

### ゲームスタイル
部活でのゲームスタイルは、言うまでもなくトラップを用いる戦いを得意としている（どのような状況でもトラップを使える。綿流し編では、神経衰弱のカードを入れ替えるという荒業をこなしている）。また、トラップ設置の際、｢相手の心理を読み取り、そこからとる行動を予測する｣という手順が必要なため、それを生かすことで相手の行動を予測、裏をかいて欺くなどの戦術立案も得意としている（罪滅し編など）。本人にもトラッパーのプライドがあるらしく、「仕掛ける罠は一つ」「相手が勝利を確信したとき使用」と決めているらしい。

## 賽殺し編
義父との確執を乗り越え、ダム戦争も起こらないため、健在である両親や悟史と共に平穏に生活。年齢相応の小生意気で甘えん坊な少女に成長しており、お嬢様口調も使わない。学校では同年代の中でも中心的な存在で、古手梨花のことを嫌っていたらしく、梨花に嫌がらせをしていた。その時の梨花の推測ではトラップの趣味もなかったと思われる。
なお、元の世界の彼女は、両親を死なせ兄さえも失った自分を、それでも家族はいても甘えてばかりだった場合の自分よりもいいと、胸を張って悟史の帰りを待てると言ってみせる強さを示した。

## 実写映画
原作よりも年齢は上（中学生)。賽殺し編同様お嬢様口調ではなく年上の圭一を呼び捨てにしている。髪型はロングヘア。明るいお転婆娘で原作のトラップ趣味は健在である。

## 過去
いつも強がっているが、不仲の両親との確執、ダム賛同派の子供という立場がもたらした村八分、両親の死後に引き取られた叔父夫婦からの虐待、そして兄・悟史が突然の失踪など、本編中でも一、二を争う過酷な運命を背負ってきた、薄幸の少女と呼ぶべき存在。
兄が失踪した原因が、自分が兄に甘えすぎたことにあると深く反省しており、自らが強くなるために努力をしているが、その決意が間違った方向に進んでしまい、祟殺し編、憑落し編などに代表される問題を起こすことになる。沙都子がどんなに叔父・鉄平から虐待されようと助けを求めなかったのは、そうした決意と悟史に対する償いのつもりで耐えようと決め込んでいたため。これは羽入のいう「強い思いに基づく行動は変わりにくい運命になる」に該当するほどのものであり、梨花がどの世界でもどれだけ奔走しても防げず、沙都子を救おうとする圭一などが鉄平を殺害し、必ず惨劇の結末を辿る「最悪の運命」となっていた。
しかし、皆殺し編では、圭一をはじめとする仲間、学友たち、入江、大石らの活躍で状況が整い、「あなたを守ろうとした悟史の強さを知り、それを受け継いで強くなりなさい」という梨花の説得によって奮起。鉄平に果敢に立ち向かい、自らの意志で助けを求めたことで、見事に惨劇の運命に打ち勝った。
実の母親が結婚と離婚を繰り返し、そのストレスによって雛見沢症候群に罹り、L5の末期感染者となる。祭囃し編の劇中で、入江は｢沙都子のL5の症状は、即錯乱状態になるタイプではなく、表面上はいつも通りに見えていても、おぞましいほどの狂気を内面奥深くに隠しており、ちょっとしたきっかけで目を覚まし凶行に走るタイプ｣と語っている。本編においては大分落ち着いてきているが、毎日薬（注射2本）を投与しないと発症してしまう。なお、彼女は自分が感染者であることを知らず、週に一度の検診も、「生活費の援助を引き換えにした入江の栄養剤実験の協力である」と梨花に言われており、自分の治療のためだということは知らない。
幼少期に梨花たちとかくれんぼをした際に祭具殿に隠れるが、そこにあった御神体の右腕を壊したことで、本人曰く「世界が変わってしまった」という（祟殺し編）。
悟史やその面影を見とめる圭一に頭を撫でられることを嬉しく思っているが、半ば発症した精神的に不安定な状態では、鉄平に散々殴られたトラウマを逆撫でされ、錯乱するスイッチになってしまう。
過去の複数の父親とはいずれも仲が悪く、虐待を受けたこともある。その記憶が混同してしまい、最後の父親となった鉄平の兄とも最初から極端に仲が悪く、挙句には狂言虐待事件（虚偽の虐待通報を児童相談所にしたことによるもの）を起こした。この事件がきっかけで鉄平の兄は沙都子の心の傷を知って自身の態度を反省し、彼女との関係改善を心に決め努力したが、症候群が進行していた沙都子は急に優しくなった両親に対して自分を殺そうとしているのではないかと疑心暗鬼を引き起こし、最終的に旅行先で両親を崖から突き落として殺してしまう。
つまり沙都子こそが2年目の祟りの真犯人であるが、L5の症状のせいで記憶を失っており、自身は事件当時車の中にいたと説明している（ただし大石と入江には見破られており、沙都子を執拗に調べようとした大石と彼女を守ろうとした入江は対立することとなる。二人の仲が良くないのはここにあり、また、祟殺し編で、大石が圭ーに彼女を呼んできてもらえないかと言い寄ってきたのは、このためである）。
澪尽し編では老朽化した柵の崩壊によって両親は事故死したことになっている。真相は引越しした後の幸せな計画を聞いたことで誤解を解いた沙都子が両親に抱きつこうとした結果、勢いがついてしまって柵が壊れて転落しまっただけの不幸な事故である。両親は最後には沙都子を助けようと反対側へ突き飛ばしている。

## 業/卒
部活メンバーたちと鷹野の野望を阻止した翌年、卒業した魅音に代わって圭一が部活の部長に就任、沙都子が得意だったダーティなプレイが禁止され、正攻法が苦手な彼女は今までのような遊びができず面白くないと感じていた。あるとき、梨花から一緒にルチーア学園へ進学することを誘われ、圭一やレナにも見てもらいながら日夜ともに勉強に励み、受験に合格した。
だが入学から日が経つにつれ、優秀な梨花と過ごす時間が減り、自らは勉強についていけなくなる。また雛見沢にいたころと違う話し方、雰囲気になってしまった梨花に距離を感じてしまう。雛見沢でのことを思い出してもらおうと学園内にトラップを仕掛け、梨花を嵌めようとするが一緒にいた取り巻きたちが怪我を負い、沙都子のトラップ作りの趣味を知っていた生徒の言い付けにより、その罰として沙都子は学園の地下にある独房に数日間閉じ込められてしまう。学園2年生になると成績不振により特別クラスに編入させられる。
ある日、雛見沢に帰郷、仲間たちと久しぶりに部活に励んだあと、村内をまわると梨花と過ごした建物は雪で潰れ、実家も住める状態ではなかった。失意のまま古手神社の祭具殿に辿り着き、過去を回想、そのとき不意に何かを感じて中に入り、オヤシロ様の像に触れると中にある角が露出、謎の空間に飛ばされ謎の存在と出会う。
沙都子の心中を察したその相手は繰り返す者としての力を与え、再び昭和58年6月から過ごすことになる。以前と同じように鷹野たちと戦い、梨花に一緒にルチーア学園進学を誘われるも勉強嫌いで入学しても馴染めず自分には合わない場所だと言うも梨花は「沙都子は自分が助ける。一人にはしない」と言ったことを信じ、再び3年間の勉強地獄の末に二人で入学する。
だが結果は以前と変わらず、沙都子は再び孤独感を深めてしまう。ある日、梨花に対して2人の現状について会話し、抱きしめる。すると沙都子は「ではごきげんよう 裏切り者の梨花」と言い放ち、発動したトラップによりシャンデリアが2人に落下、ともに昭和58年へと戻る。
何度繰り返してもルチーアへ二人で行くと主張する梨花に、沙都子は自分とルチーアのどちらかを選べと説得を続けるも梨花の意志は固く、不調に終わる度に自殺を繰り返していた。謎の存在から梨花も繰り返す者で100年かけて惨劇を乗り越えたことを教えられ、沙都子もその過程を追体験するが、その100年の孤独の体験はかつての梨花と同じく沙都子の死生観を歪ませ、個々の世界における人命を軽視する「魔女」としての人格が生まれてしまう。その後、梨花が死んでから自分が死ぬという条件で、同じ梨花を追い続けられる能力をエウアから得た沙都子は、繰り返す者の力を濫用していくようになる。
沙都子は謎の存在の名前を聞くもそういうものはなく、名付けて欲しいと言われて戸惑い「え...う...あ」とたどたどしく言ったのが気に入られ「エウア」と名乗る。昭和58年を繰り返しているうちに、繰り返す者以外でも別世界の影響を僅かに受けることを知り、粗暴だった鉄平もそれにより軟化していた。鷹野も野望を諦めるようになったことで、かつて梨花を昭和58年の雛見沢に閉じ込めていた惨劇が完全に起こらなくなったことを知った沙都子は、雛見沢症候群の末期症状を強制的に引き起こすH173を盗み使用することで意図的に惨劇を引き起こし、梨花を諦めさせるために昭和58年を繰り返すことを決めた。
やがて、改心した鉄平との交流を経て、沙都子は人間を駒同然に見る魔女としての人格と惨劇を忌避する人間としての人格が完全に乖離してしまう。人間人格の沙都子も魔女人格の沙都子も願いはただ一つ「梨花とずっと一緒にいたいだけ」ではあるが、人間人格の沙都子を一時的に封じ込めた魔女人格は、エウアが目論んだ通り、梨花の心が折れるまで（ルチーア行きを諦めるまで）延々と惨劇を繰り返すことになる。
エウア曰く、沙都子とは「赤き海の星」以来の再会であり、沙都子のことを「フィーア」「みつよ」「特異脊髄標本LD3105号」と呼んでいた。

## その他
- OVA『ひぐらしのなく頃に煌』第2巻「妖戦し編〜努〜」ではパラレルワールドで、魔法少女トラップ沙都子に変身している。